# Jeanne Vercheval
Jeanne Vercheval -Vervoort, née à Charleroi  ( Belgique) le 16 mars 1939, est une militante sociale et féministe belge.

## Biographie

### Jeunesse
Jeanne Vervoort est née 16 mars 1939, dans une famille de culture et de tradition ouvrière. Elle est l’aînée des enfants d’Émile Vervoort, mineur de fond, et de Gabrielle Danckers, ouvrière dans une chaudronnerie. Ses grands-parents d’origine flamande sont venus en Wallonie à la recherche d'une vie meilleure dans les charbonnages (Jean-Baptiste Vervoort en 1880, Jean-Baptiste Danckers et Mélanie Legot en 1911).
À l'âge de 14 ans, Jeanne entre en apprentissage chez un coiffeur bruxellois de haut niveau. Elle sera licenciée au bout d’un an et demi, pour insubordination. Après six mois de travail chez une coiffeuse âgée dont elle critique les méthodes surannées, son père lui installe propre salon au domicile familial à Montignies-sur-Sambre,.
Les jours de fermeture, elle fréquente l'Académie des Beaux-Arts de Charleroi. Elle y rencontre Georges Vercheval (1934-), photographe. Ils se marient le 4 janvier 1958. Ils auront deux enfants, Véronique (1958-) et Laurent (1960-).
En 1960, le couple emménage à Schaerbeek puis à Saint-Josse-ten-Noode.

### Pacifisme
Les rencontres qu’ils font au Théâtre Populaire dirigé par Herbert Rolland (devenu en 1971 Le Théâtre de la Vie) décident de l’engagement politique du couple. Résolument pacifistes, ils s’impliquent dans l’organisation des Marches Antiatomiques, rassemblant chaque année et partout dans le monde des centaines de milliers de manifestants exigeant la destruction des armes nucléaires et la fin de la course aux armements. Dans ce cadre, Jeanne Vercheval rencontre des femmes et des hommes engagés. Parmi eux, Antoine Allard, Jean van Lierde, l’abbé Paul Carette, Yvonne Jospa, Germaine Hannevart, René Raindorf, Chrétiens, communistes, juifs, anciens résistants s’impliquent dans la création en 1963 de l’Action pour la Paix et l’Indépendance des peuples présidée par le baron Antoine Allard. Jeanne en assure le secrétariat et en devient l'éditrice responsable à partir de 1966.
C’est en compagnie d’Antoine Allard qu’elle participe au Congrès mondial de la Paix, l’Indépendance nationale et le Désarmement général organisé à Helsinki par le Conseil mondial de la Paix en juillet 1965, et à la Kiapma Conférence internationale contre les bases militaires étrangères installées dans le monde  qui se tient à Djakarta en octobre 1965.

#### Marxiste
En 1963, le couple Vercheval rejoint le Parti communiste (marxiste-Léniniste), dissident de la ligne moscovite. Ils en seront exclus en 1967. Jeanne Vercheval écrit : Je suis entrée au Parti communiste comme on entre en religion, pour m’en faire exclure quatre ans plus tard, victime comme d’autres du  "centralisme démocratique". Je suis allée soigner mes plaies en famille, loin de Bruxelles, me questionnant sur un parcours marxiste-léniniste qui avait bien mal tourné. Je lisais Sartre, Aron, Simone de Beauvoir. Je découvrais Rosa Luxemburg, Louise Michel et Flora Tristan qui avait déclaré, bien avant Marx : L’homme le plus opprimé peut opprimer un être, qui est sa femme. Elle est la prolétaire du prolétaire. J’étais disponible pour le Mouvement de Libération des Femmes.

### Féminisme

#### Les Marie Mineur
En mars 1970, la presse relate l’incursion des Dolle Mina, cigares aux lèvres, dans le hall d'une compagnie d'assurances anversoise qui interdit à ses employées de fumer, interdiction qui ne touche pas les hommes. Elles revendiquent avec humour le droit au cancer du poumon… et un salaire égal pour un travail égal.
Séduite par leur manière de traiter le sexisme en l’ancrant dans les réalités sociales, Jeanne Vercheval prend contact avec les Dolle Mina et déclare qu’elle veut en être. Chantal De Smet lui suggère plutôt de créer un groupe sur le modèle des Dolle Mina et d’adopter le nom de Marie Mineur, militante féministe de Verviers, membre de la Première Internationale.
Elle réunit une dizaine d’amies et de collègues de travail  (dont Christiane Rigomont, Marion Majot, Rosalba Comando, Liliane Notard, Yvette Liart, Odette Harvengt, Marie-Antoinette  Lefèvre…), et rédige une enquête distribuée aux portes d’usines à forte concentration féminine - verrerie et gobeleterie à Manage, textile à Binche, Faïencerie Boch et Kwata à La Louvière. Le questionnaire aborde l’égalité des salaires, la double journée de travail, le manque de crèches, le syndicalisme… Les réponses sont prises en charge en interne par les ouvrières les plus combattives. Les Marie Mineur deviennent tout naturellement leur porte-voix. Elles vont dès lors, défiant les syndicats, s’attaquer aux inégalités salariales.Elles soutiennent les grèves des travailleuses exigeant de meilleures conditions de travail. Elles interpellent les syndicats qui rechignent à prendre en compte leurs revendications. Elles dénoncent la faible représentation des femmes dans les négociations sociales et dans les structures syndicales.
Confrontées au problème des avortements clandestins, elles transgressent la loi contre l’interruption de grossesse et créent, avec les Dolle Mina, la première filière qui, avec la complicité des docteurs Willy Peers, Jo Boute, Jacques Boutmy, Marius Francq, aidera des dizaines de femmes à avorter dans de bonnes conditions. Bravant les interdictions, elles distribuent des tracts d’informations. À la suite d’une manifestation non autorisée à Charleroi, Jeanne Vercheval est inculpée  pour « rébellion et coups à des agents de la force publique » et comparaît avec six autres femmes devant le tribunal correctionnel de Charleroi le 12 juin 1973 qui la condamne à une peine légère, avec sursis,..
En relation étroite avec les Dolle Mina, elles sont également proches du Front de libération des femmes (FLF) et du Groupe d’action pour la libération des femmes (GALF) qui partagent le goût des actions médiatiques innovantes.
Jeanne Vercheval et Christiane Rigomont participent aux congrès des Dolle Mina aux Pays-Bas, où elles rencontrent des représentantes du Women's Lib américain et du MLF français.
Jeanne Vercheval assiste les 13 et 14 mai 1972  aux Journées de dénonciation des crimes contre les femmes à la salle de la Mutualité, à Paris, en compagnie de Marie Denis, Suzanne Van Rokeghem, Nina Ariel et Rose-Marie François. C’est là que naît l’idée  du 11 Novembre des Femmes à Bruxelles,.

#### Le Petit livre rouge des femmes
Sollicitée par Marie Denis, qui est à l’origine du projet, et avec Suzanne Van Rokeghem et Marthe Van de Meulebroeke, elle participe à la rédaction du Petit Livre Rouge des Femmes. Publié en 1972 aux éditions Vie ouvrière,,,. Le Petit livre rouge contient les revendications des femmes, des idées pour le changement et aborde les questions concernant le corps des femmes, la sexualité, le droit de disposer de son propre corps, le droit au plaisir, à la contraception et à l’avortement. Il donne une liste d’adresses de centres de planning familial, bravant ainsi la loi de 1923 sur l’interdiction de la publicité et de l’information sur les moyens contraceptifs, qui ne sera abrogée qu’en 1973. Il est vendu lors de la première journée de la femme, le 11 novembre 1972 et épuisé le jour même. Il est réédité, traduit en néerlandais, en quelques mois 15 000 exemplaires sont vendus.

#### Les Cahiers du GRIF
Durant l'été 1973, Françoise Collin crée  le Groupe de recherche et d’information féministes (GRIF)  et Les Cahiers du GRIF. Elle réunit autour d’elle Jacqueline Aubenas, Eliane Boucquey, Marie-Thérèse Cuvelliez, Marie Denis, Hedwige Peemans-Poullet, Geneviève Simon, Marthe Van de Meulebroeke, Suzanne Van Rokeghem et Jeanne Vercheval, qui deviennent les principales protagonistes du projet,.
Le premier numéro des Cahiers du GRIF, « Le féminisme pour quoi faire ? », paraît à l’occasion de la deuxième Journée des femmes, le 11 novembre 1973. Le tirage de 1 500 exemplaires est épuisé le soir même. Les 24 numéros des Cahiers du GRIF paraissent jusqu’en 1978 et ont  une grande renommée à l’étranger, particulièrement dans les pays francophones.
Jeanne Vercheval dirige avec Hedwige Peemans-Poullet deux numéros des Cahiers consacrés aux femmes ouvrières, Les femmes font la fête, font la grève et Leurs cris, nos luttes en 1977.

#### Voyelles
Jeanne Vercheval, avec Marie Denis, Suzanne Van Rokeghem et Jacqueline Aubenas, fait partie de l’équipe fondatrice de Voyelles (1979-1982), magazine féminin et féministe. Entièrement réalisé par des femmes, du financement à la mise en page en passant par la gestion, la rédaction, la photographie. Le magazine, malgré son succès, rencontre des difficultés financières, et le 26 mars 1982, l’assemblée générale de la société coopératrice décide la liquidation,.

### L'action culturelle
Jeanne Vercheval crée en 1983 les Archives de Wallonie, association volontaire de photographes et de journalistes qui ont en commun le désir de constituer aujourd’hui des archives photographiques pour demain. Les premières publications s'appuient sur le fonds de photographies de l’asbl l’Une et l’Autre et de Voyelles. Elles publient une douzaine d’ouvrages illustrant par la photographie l’histoire sociale et économique de la Wallonie.
Jeanne Vercheval s’implique avec son mari à la préparation de l’ouverture du Musée de la photographie à Charleroi inauguré en 1987. Elle en assure la cogestion jusqu'en 2000,.
En 2000, le couple se retire de la gestion du musée et Jeanne Vercheval peut se consacrer au livre sur l'histoire des femmes.
Des Femmes dans l’Histoire, en Belgique depuis 1830sort en 2006, Jeanne Vercheval la construit avec Suzanne Van Rokeghem et Jacqueline Aubenas, ses complices depuis le Petit livre rouge et Voyelles.
Elle vit à La Louvière depuis 2003 et continue de suivre de près l'actualité sociale et féministe.
Ses archives sont déposées au Centre d’Archives et de Recherches pour l’Histoire des Femmes (AVG-Carhif [archive]). .

## Distinctions
En 2006, Jeanne Vercheval reçoit le prix Bologne-Lemaire de la Wallonne de l'année en 2006.
En 2011, elle fait partie des "100 femmes exceptionnelles " honorées au Sénat belge pour la célébration de la centième édition de la Journée internationale des femmes.
- Commandeur du Mérite wallon (C.M.W.) 2023[12].

## Publications
- - Cécile Douard, un regard retrouvé. Ed. L'Image et l'Écrit & PAC, 2015  (ISBN 978-2930524-40-5)
  - Des Femmes dans l’Histoire, en Belgique depuis 1830, avec J. Aubenas et S. Van Rokeghem. Ed. Luc Pire, Bruxelles, 2006  (ISBN 978-2873864347)
  - Les Photographies de SIMENON. Ed. Musée de la photographie Charleroi, 1999.  (ISBN 2-87183-037-1)
  - Julia Pirotte, une photographe dans la résistance. Ed. Musée de la photographie, Charleroi, 1994.  (ISBN 2-87183-021-5)
  - Actions féministes en milieu ouvrier, Des Dolle Mina aux Marie Mineur, 1970 - 1977.de Jeanne Vercheval dans Diversité des féminismes sous la direction de Florence Degrave. Ed. Université des Femmes, Bruxelles 2008.
  - "Quand le privé devient politique", dans 68 Belges en mai, coordination Élodie de Sélys. Ed. Luc Pire 2008.  (ISBN 978-2507000462)
  - La place des intellectuelles, dans Françoise Collin : l'héritage fabuleux sous la direct. de N. Plateau.  Ed. Sextant Université de Bruxelles, 2016.